# Васильченко Микола Михайлович
Мико́ла Миха́йлович Васи́льченко (18 травня 1923, Люботин, Харківська губернія — 1988) — радянський український вчений-правознавець, спеціаліст в області цивільно-правових наук. Кандидат юридичних наук (1953), доцент (1960). Учасник Німецько-радянської війни. Працював у Харківському юридичному інституті, де в 1962—1965 роках був деканом денного відділення, а в 1967—1972 роках — завідувачем кафедри цивільного процесу.

## Життєпис
Микола Васильченко народився 18 травня 1923 року в Люботині Харківської губернії. Середню освіту здобув у місцевій школі, яку закінчив у 1941 році з відзнакою. Наприкінці липня того ж року призваний до Червоної армії, служив у 559-му артилерійському полку 47-ї Стрілецької дивізії. Був командиром відділення, пізніше став сержантом і командиром гармати. Брав участь у боях Німецько-радянської війни на Калінінському і 1-му Прибалтійському фронтах.
У листопаді 1945 року Микола Васильченко був демобілізований, і наступного року вступив до Харківського юридичного інституту. У 1950 році з відзнакою закінчив цей заклад і був зарахований до аспірантури в ньому ж на кафедру цивільного права та цивільного процесу. Там його вчителями стали професори Соломон Вільнянський і Михайло Гордон. У 1953 році він закінчив аспірантуру і тоді ж у Харківському юридичному інституті імені Л. М. Кагановича під науковим керівництвом професора М. В. Гордона захистив дисертацію на здобуття вченого ступеня кандидата юридичних наук за темою «Захист інтересів радянської держави при переході до неї спадкового і безгосподарного майна». Офіційним опонентом на захисті цієї роботи був доцент Олександр Пушкін.
Після захисту кандидатської дисертації був прийнятий на роботу до Харківського юридичного інституту на посаду асистента об'єднаної кафедри цивільного права та цивільного процесу. У 1960 році йому присвоєно вчене звання доцента. Протягом трьох років, починаючи з 1962 року, обирався деканом денного відділення інституту. У 1967 році об'єднана кафедра була розділена на дві — кафедру цивільного права і кафедру цивільного процесу, Васильченко очолив останню. У період його керівництва науково-викладацький склад кафедри почав займатися дослідженням інститутів цивільного права, а сам Васильченко в деяких своїх працях досліджував право відповідача на захист у суді.
Крім наукової та педагогічної роботи, Васильченко займався підготовкою вчених-правознавців. Зокрема, під його керівництвом кандидатські дисертації захистили Т. Н. Губар (1974), Є. Г. Пушкар (1968), В. І. Тертишніков (1972), А. Д. Чернігівський (1973).
Микола Михайлович помер у 1988 році.

## Нагороди
Микола Михайлович був нагороджений орденами Вітчизняної війни II ступеня (6 листопада 1985) і Червоної зірки (22 грудня 1944), а також медалями «За відвагу» (26 червня 1944), «За бойові заслуги» (29 грудня 1943), «За перемогу над Німеччиною у Великій Вітчизняній війні 1941—1945 рр.», «Ветеран праці», «За доблесну працю. В ознаменування 100-річчя від дня народження Володимира Ілліча Леніна», «Двадцять років Перемоги у Великій Вітчизняній війні 1941—1945 рр.», «Тридцять років Перемоги у Великій Вітчизняній війні 1941—1945 рр.» і «50 років Збройних Сил СРСР».

## Науковий доробок
Микола Михайлович був автором і співавтором п'ятнадцяти наукових робіт. Серед його праць були:
- Васильченко Н. М. Нотариальная практика по делам о наследовании и выморочном имуществе // Ученые записки / М-во высш. образования СССР, Харьк. юрид. ин-т, Каф. гражд. права и процесса, трудового, колхоз. и зем. права. — Харьков: [б. и.] 1957. — Вып. 8. — С. 75—88.
- Васильченко Н. М. В Харьковском юридическом институте // Известия высших учебных заведений. Правоведение. — 1958. — № 4. — С. 135—137.
- Васильченко Н. М. Процессуальные вопросы рассмотрения гражданских дел общественными судами // Советское государство и право в период развернутого строительства коммунизма: тезисы докладов и научных сообщений (6−9 марта 1962 г.) / отв. ред. С. И. Вильнянский; ред. кол.: В. А. Барахтян [и др.] . — Х. : Юрид. ин-т, 1962. — С. 138—140.
- Васильченко Н. М. Система дел особого производства в советском гражданском процессе // Проблемы социалистической законности на современном этапе развития советского государства. Межвузовская научная конференция: тезисы докладов (октябрь 1968 г.). — Х. : Харьк. юрид. ин-т, 1968. — С. 134—137.
- Васильченко М., Тертишніков В. Порушення справ та виконання рішень про розірвання шлюбу // Радянське право. — 1971. — № 11. — С. 18—50.
- Васильченко М. М. Заперечення проти позову: учбов. посіб. / ХЮІ; Каф. цивільного процесу. — Х. : Харьк. юрид. ин-т, 1973. — 43 с.
- Васильченко Н. М.. К вопросу о развитии процессуальных гарантий прав ответчика в гражданском судопроизводстве // Вопросы государства и права. Вып. 2 / отв. ред. И.&nbsp;Н.&nbsp;Даньшин. — Х. : Харьк. юрид. ин-т, 1974. — С. 226—234.
- Васильченко Н. М. Пассивное участие в гражданском судопроизводстве // Вопросы государства и права развитого социалистического общества: тезисы республ. научн. конференции 24−26 сентября 1975 / отв. ред. М. И. Бару; ред. и предисл. М. И. Бажанов [и др.]. — Х. : Харьк. юрид. ин-т, 1975. — С. 118—120.
- Васильченко Н. М. Процессуальное положение ответчика в гражданском судопроизводстве: монография. — Х. : Вища шк. Изд-во при Харьк. ун-те, 1979. — 89 с.
- Тарарака Н., Васильченко М. Процесуальні особливості розгляду судами справ про позбавлення батьківських прав // Радянське право. — 1981. — № 7. — С. 31—34.
- Васильченко Н. М. Возбуждение гражданского дела прокурором // Проблемы социалистической законности. Вып. 24 / отв. ред. В. Я. Таций. — Х. : Вища шк., 1989. — С. 37—42.